# The Simpsons (22.ª temporada)
The Simpsons vigésima segunda temporada foi transmitida pela Fox Broadcasting Company durante o outono de 2010 e a primavera de 2011. Os Simpsons foi renovada pelo menos mais duas temporadas adicionais durante a vigésima temporada que levaram a esta a segunda.

## Recepção

### Avaliações
A segunda temporada foi classificada na posição 68ª entre espectadores e trigésimo entre os telespectadores com idades entre 18 e 49. A temporada têm uma média de 7,28 milhões de telespectadores na audiência geral com uma classificação média de 3,3 / share de 9% em termos demográficos que a temporada foi assistido por uma média de 3,3% dos domicílios e média de 9% dos televisores estavam sintonizados com a época em que foi transmitido.

## Episódios Lançados
| N° | #  | Título                                                                        | Exibição Original       |
| --- | -- | ----------------------------------------------------------------------------- | ----------------------- |
| 465 | 1  | "Musical do Ensino Fundamental" Elementary School Musical"                    | 26 de Setembro de 2010  |
| Lisa assiste a um do espectáculo em um acampamento das artes e é inspirada para "abraçar o seu lado criativo" por seus conselheiros e campistas do acampamento. Quando ela retorna, Lisa não quer reajustar a sua vida mundana e as tentativas de recapturá-la. Referênicas Mencionadas : Claudia Raia - Convidados: Lea Michele como ela mesma, Cory Monteith como ele mesmo, Amber Riley como ela mesma, Stephen Hawking como ele mesmo, Bret McKenzie como Kurt Hardwick, Jemaine Clement como Ethan Ballantyne e Ira Glass como ele mesmo.                                               |    |                                                                               |                         |
| 466 | 2  | "Lisa Caridosa" Loan-a Lisa"                                                  | 3 de Outubro de 2010    |
| Lisa ajuda a empresa de fundo de Nelson de bicicleta com o dinheiro do vovô Simpson dá-la como parte de sua herança, mas depois de Nelson satisfaz o fundador do Facebook, Mark Zuckerberg, e está convencido de que ele pode ser bem sucedido por abandonar a escola, Lisa tenta mostrar a Nelson a importância de uma educação. Enquanto isso, Homer e Marge ficam viciados em comprar itens caros e devolvê-los por razões fictícias. - Convidados: Muhammad Yunus como ele mesmo, Chris Hansen como ele mesmo e Mark Zuckerberg como ele mesmo                                           |    |                                                                               |                         |
| 467 | 3  | "MoneyBart" MoneyBART"                                                        | 10 de Outubro de 2010   |
| Lisa é a nova treinadora da equipe de beisebol de Bart. Há uma sequência de recordes de vitórias, colocando a inteligência de seu livro em estatísticas e probabilidade no jogo. Mas quando questões táticas Lisa, Bart não obedece as novas regras de Lisa e ela acaba colocando Bart no banco de reservas. - Convidados: Bill James e Mike Scioscia como eles mesmos |    |                                                                               |                         |
| 468 | 4  | "Casa do Horror XXI" Treehouse of Horror XXI"                                 | 7 de Novembro de 2010   |
| A 21ª Casa da Árvore novamente apresenta três segmentos: O Mestre e seu Cadáver: Durante um cruzeiro amoroso, Homer e Marge encontram um náufrago no barco, e têm que conviver com ele. Creepúsculo : Lisa se apaixona por um vampiro chamado Edmund, mas Homer e o pai de Edmund não aprovam esse amor. Enquanto isso, Milhouse é transformado em um "Poodlesomem". As peças e a Guerra: Entediados, Bart e Milhouse jogam um jogo que acaba trazendo os outros jogos à vida. - Convidados: Hugh Laurie como Roger e Daniel Radcliffe como Edmund                                           |    |                                                                               |                         |
| 469 | 5  | "Lisa Simpson, essa não é a sua vida" Lisa Simpson, this isn't your life"     | 14 de Novembro de 2010  |
| Quando Lisa descobre que sua mãe tem sido um estudante nota "A" na escola antes de conhecer Homer, ela fica com medo de seguir os passos de sua mãe e deixa de lado todas as metas de seu sonho (incluindo tocar seu saxofone amado). Para corrigir isso, Marge faz um acordo secreto com uma das principais escolas em Springfield assim Lisa pode frequentar a escola. Enquanto isso, Bart é humilhado publicamente e Nelson o torna valentão da escola. |    |                                                                               |                         |
| 470 | 6  | "Ou Tudo ou Nada" The Fool Monty"                                             | 21 de Novembro de 2010  |
| Uma série de eventos levam Bart encontrar o Sr. Burns (que tentou se suicidar), na floresta de traumas graves de perda de memória. Lisa é o único que resta acreditar que o velho mudou, mas logo descobre a verdade. |    |                                                                               |                         |
| 471 | 7  | "Mais Vale um Pássaro na Mão?" How Munched is that Birdie in the Window?"     | 28 de Dezembro de 2010  |
| Quando um pombo se machuca na janela dos Simpsons, Bart tenta curá-lo. Mas o Ajudante de Papai Noel o come; deixando Bart furioso. - Convidados: Danica Patrick e Rachel Weisz como elas mesmas |    |                                                                               |                         |
| 472 | 8  | "A luta antes do Natal" The Fight Before Christmas"                           | 5 de Dezembro de 2010   |
| Esse episódio de Natal apresenta diversos segmentos. Um deles satiriza o filme "Expresso Polar". Em outro segmento, Martha Stewart ajuda Marge com o Natal da família. Em um segmento diferente, os Simpsons são fantoches e Katy Perry é a namorada de Moe. - Convidados: Martha Stewart e Katy Perry como elas mesmas |    |                                                                               |                         |
| 473 | 9  | "Donnie Bolasco" Donnie Fatso"                                                | 12 de Dezembro de 2010  |
| Após ser preso pela polícia, Homer é forçado a espionar a máfia de Tony Gordo. |    |                                                                               |                         |
| 474 | 10 | "Mães que eu gostaria de esquecer" Moms i'd Like to Forget"                   | 9 de Janeiro de 2011    |
| Após Bart descobrir um menino com uma cicatriz semelhante no braço, Marge revela que ela era uma parte de um grupo chamado "As Mães Bacanas", que usou para configurar playdates com seus filhos e os dois decidem se reunir com seus antigos amigos. |    |                                                                               |                         |
| 475 | 11 | "Moe Inflamado" Flaming Moe"                                                  | 16 de Janeiro de 2011   |
| Moe e Smithers transformam a Taverna do Moe em um bar gay. Enquanto isso, o diretor Skinner tenta namorar com a professora de música do colégio, e para isso ele pede que Bart se aproxime da filha dela. - Nota: No final deste episódio, Moe e Smithers se beijam. - Convidados: Alyson Hannigan, Kristen Wiig e Scott Thompson como eles mesmos. |    |                                                                               |                         |
| 476 | 12 | "Homer, o Paizão" Homer the Father"                                           | 23 de Janeiro de 2011   |
| Homer fica viciado por um programa antigo na televisão, e por isso tenta ser um pai melhor para Bart, fazendo tudo o que ele quer. - Convidados: James Lipton e David Mamet como eles mesmos |    |                                                                               |                         |
| 477 | 13 | "A Guerra do Azul e Branco" The Blue and the Gray"                            | 30 de Janeiro de 2011   |
| Marge começa a encontrar fios de cabelo cinzas em sua cabeça. - Convidado: Judi Dench como M. |    |                                                                               |                         |
| 478 | 14 | "Pai Furioso - O Filme" Angry Dad - The Movie"                                | 20 de Fevereiro de 2011 |
| Bart e Homer fazem um filme baseado no personagem de quadrinhos irritado pai que Bart criou em "O Pai Furioso". Então, um dia, um produtor de televisão disse ao Bart para ele criar um filme sobre sua série. O filme não dá certo, então Lisa dá ideia ao Bart para ele criar uma curta-metragem de seu filme. A curta é um sucesso, então Bart é indicado para vários prêmios como Oscar, Globo de Ouro. Mas Bart fica chateado quando de Homer leva todo o crédito durante os discursos de aceitação. - Convidados: Ricky Gervais, Halle Berry, Russell Brand, Nick Park e J. B. Smoove. |    |                                                                               |                         |
| 479 | 15 | "A Lição do Escorpião" The Scorpion's Tale"                                   | 6 de Março de 2011      |
| Lisa descobre uma água no deserto que faz com que criaturas que lutam constantemente, parem de lutar. Enquanto isso, o vovô Simpson é expulso do asilo, e decide morar com os Simpsons. |    |                                                                               |                         |
| 480 | 16 | "Somos um Barato de Verão" A Midsummer's Nice Dream"                          | 13 de Março de 2011     |
| Quando Tommy Chong se cansa da "velha escola" rotinas de Cheech & Chong durante a sua turnê nacional, Cheech Marin encontra um novo parceiro - Homer - e renomeia seu ato "Cheech & Pedaço", enquanto as equipes de Chong junto com o Diretor Skinner para formar um grupo chamado "Teech & Chong'. Enquanto isso, Marge tenta ajudar a Velha Louca dos Gatos a combater sua dependência de gatos entesouramento - e se torna um colecionador si mesma. |    |                                                                               |                         |
| 481 | 17 | "Um Amor Sufocante" Love Is a Many Strangled Thing"                           | 27 de Março de 2011     |
| Quando Homer entra em terapia após ser pego em uma pegadinha humilhante de Bart, ele torna menos agressivo, apenas para Bart tentar tirar proveito da atitude passiva de Homer. |    |                                                                               |                         |
| 482 | 18 | "A Grande Simpsina" The Great Simpsina"                                       | 10 de Abril de 2011     |
| Lisa faz amizade com um velho mágico, que lhe dá uma visão na realização de um dos maiores truques de Mágica. |    |                                                                               |                         |
| 483 | 19 | "As Verdadeiras Donas de Casa de Tony Gordo" The Real Housewives of Fat Tony" | 1º de Maio de 2011      |
| Tony Gordo e Selma irão se casar, o que levou Marge se preocupar com a segurança de sua irmã. Enquanto isso, Bart descobre que ele tem a capacidade de farejar as trufas. |    |                                                                               |                         |
| 484 | 20 | "Homer Mãos de Tesoura" Homer Scissorhands"                                   | 8 de Maio de 2011       |
| Após Lisa quebrar o coração de Milhouse, mais uma vez, ele conecta-se com um aluno de quinta série chamado Taffy, apenas para forçar a Lisa para enfrentar como ela realmente sente por ele. Após um acidente com cabelos de Patty, Homer têm um novo estilo e se torna mais quente cabeleireiro de Springfield. Homer decide abrir seu próprio salão de cabeleireiro, apenas para descobrir que as fofocas intermináveis e queixando-se de seus clientes do sexo feminino torna deprimido demais para querer continuar. - Convidada: Kristen Schaal como Taffy.                             |    |                                                                               |                         |
| 485 | 21 | "As 500 Chaves" 500 Keys"                                                     | 15 de Maio de 2011      |
| Os Simpsons descobrem uma grande quantidade de chaves, um dos quais Lisa descobre que leva a uma sala secreta na Escola Elementar de Springfield com uma história sombria envolvendo Otto, o motorista de ônibus. |    |                                                                               |                         |
| 486 | 22 | "Pesca Mortal do Ned" "The Ned-Liest Catch"                                   | 22 de Maio de 2011      |
| Ned Flanders começa a namorar a Sra. Krabappel após salvá-la de uma brincadeira ido mal - até Flandres percebe que a Sra. Krabappel deixou um rastro de lágrimas atrás dela com os homens que ela namorou antes (incluindo o baterista do Aerosmith, Joey Kramer).o futuro de Ned Flanders e da Sra Krabappel sera revelado no primeiro episodio da vigésima terceira temporada) - Convidado: Joey Kramer como ele mesmo. |    |                                                                               |                         |

## Astros Convidados
- Katy Perry.
- Martha Stewart.
- Daniel Radcliffe.
- Hugh Laurie.
- Russell Brand.[7]
- Elenco da série Glee.